# Lauterach (Württemberg)

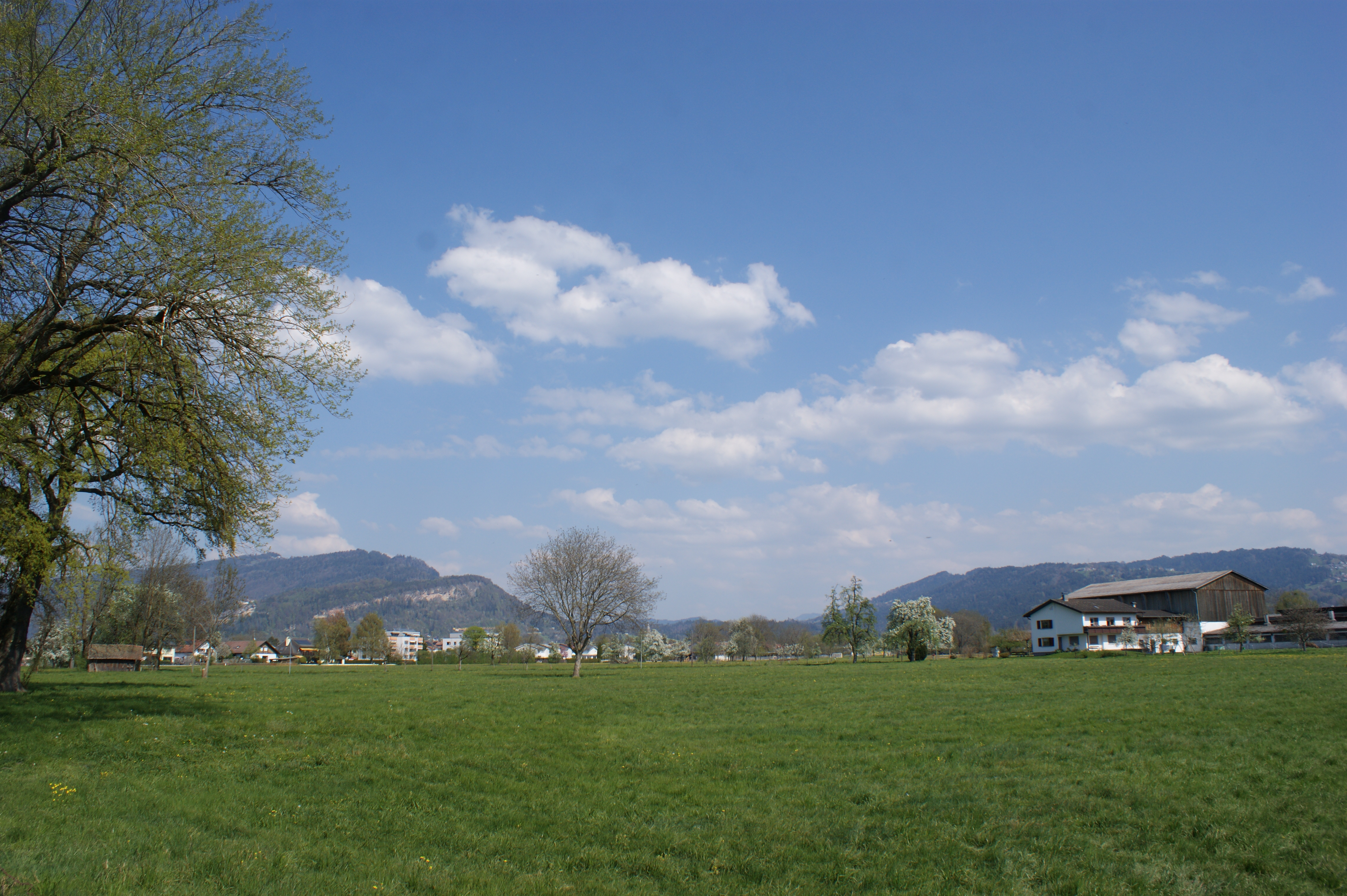
Lauterach

Lauterach là một đô thị ở huyện Alb-Donau ở bang Baden-Württemberg thuộc nước Đức. Đô thị này có diện tích 13,76 km², dân số thời điểm 31 tháng 12 năm 2020 là 581 người.

## Địa lý
Lauterach nằm ở rìa phía nam của Swabian Jura tại hợp lưu của Great Lauter và Danube, cách Ulm khoảng 35km về phía tây nam.
Đô thị này giáp với Ehingen ở phía bắc và phía đông, với Untermarchtal và Obermarchtal ở phía nam , và với Rechtenstein và Enoughen ở phía tây.

## Lịch sử
Lauterach lần đầu tiên được đề cập trong một tài liệu vào năm 1229. 
Sau nhiều lần thay đổi các nhà cai trị trong thời Trung cổ, nơi này đến với tu viện Zwiefalten vào năm 1499, nơi cai trị trong ba thế kỷ tiếp theo.
Với quá trình thế tục hóa vào đầu thế kỷ 19, khu vực này thuộc về Đơn vị bầu cử của Württemberg vào năm 1803, được nâng lên thành vương quốc vào năm 1806.
Kể từ khi tái tổ chức thành phố vào năm 1938, trong thời kỳ Đức Quốc xã ở Württemberg, Lauterach thuộc quận Ehingen.
Năm 1945, khu vực này trở thành một phần của vùng chiếm đóng của Pháp và do đó trở thành một phần của bang Württemberg-Hohenzollern thời hậu chiến, được sát nhập vào bang Baden-Württemberg năm 1952.
Kể từ khi cải cách quận vào ngày 1 tháng 1 năm 1973, Lauterach là một phần của quận Alb-Donau. 

## Thị trưởng
Ngày 29 tháng 11 năm 2020, Bernhard Ritzler tái đắc cử thị trưởng với 63,5% số phiếu bầu.

## Kinh tế và cơ sở hạ tầng

### Trường học
Lauterach có một trường tiểu học cho lớp một và lớp hai. Học sinh lớp ba và lớp bốn học tại trường ở Untermarchtal.

## Văn hóa và Điểm tham quan
- Tàn tích lâu đài Reichenstein

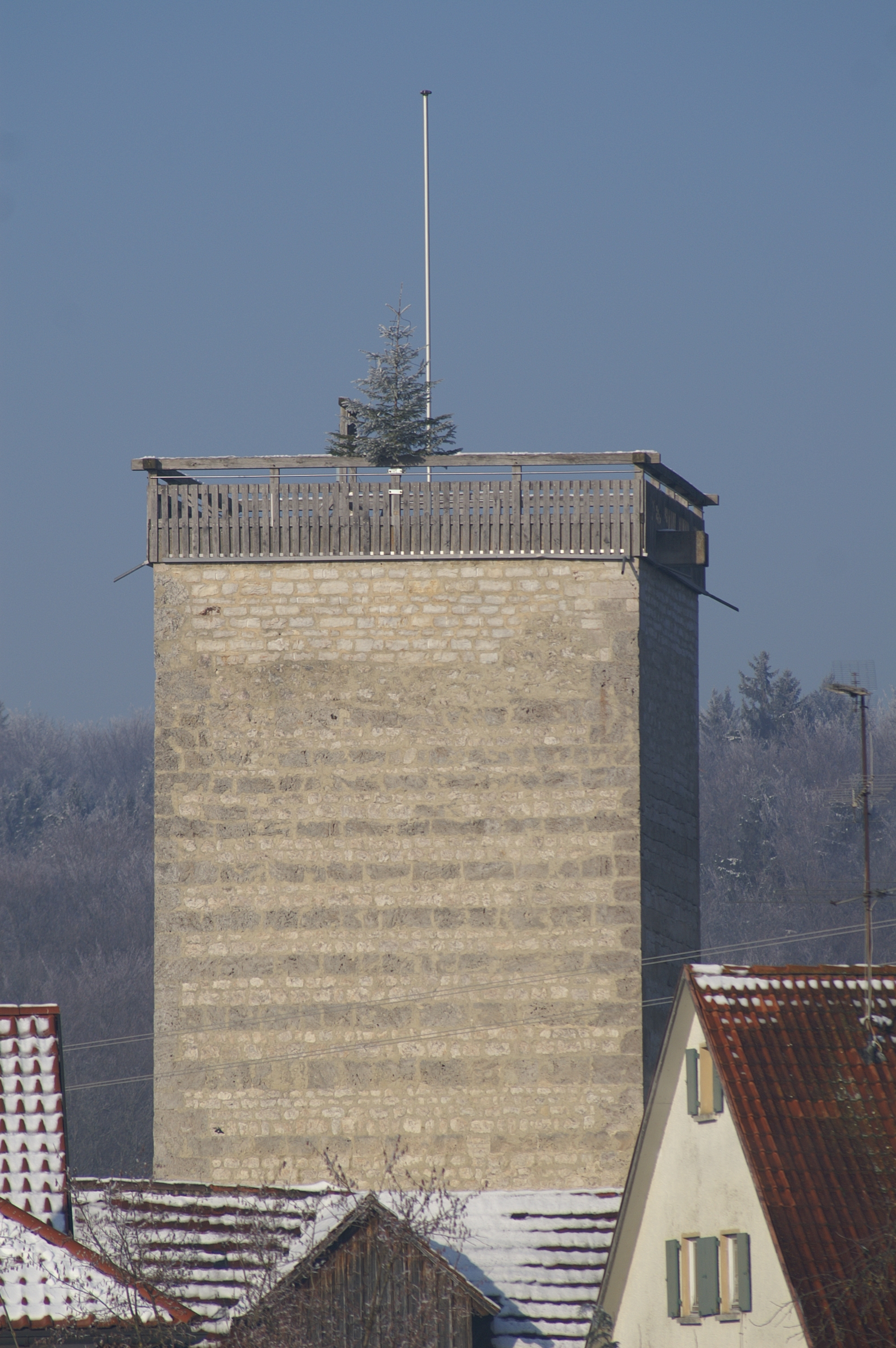
Tàn tích lâu đài Reichenstein

- Mühlenweiler Laufenmühle| - x - t - s Xã và đô thị của huyện Alb-Donau                                                                                                                                                                                                                                                                                                                                                                                                                                                                                                                                                                                                                                                                                                                            | - x - t - s Xã và đô thị của huyện Alb-Donau | - x - t - s Xã và đô thị của huyện Alb-Donau |
| --- | -------------------------------------------- | -------------------------------------------- |
| - Allmendingen - Altheim (Ehingen) - Altheim (Alb) - Amstetten - Asselfingen - Ballendorf - Balzheim - Beimerstetten - Berghülen - Bernstadt - Blaubeuren - Blaustein - Börslingen - Breitingen - Dietenheim - Dornstadt - Ehingen - Emeringen - Emerkingen - Erbach - Griesingen - Grundsheim - Hausen am Bussen - Heroldstatt - Holzkirch - Hüttisheim - Illerkirchberg - Illerrieden - Laichingen - Langenau - Lauterach - Lonsee - Merklingen - Munderkingen - Neenstetten - Nellingen - Nerenstetten - Oberdischingen - Obermarchtal - Oberstadion - Öllingen - Öpfingen - Rammingen - Rechtenstein - Rottenacker - Schelklingen - Schnürpflingen - Setzingen - Staig - Untermarchtal - Unterstadion - Unterwachingen - Weidenstetten - Westerheim - Westerstetten |                                              |                                              |